# 馬壽華

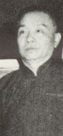
馬壽華(攝於1959年4月24日)

马寿华（1893年—1977年12月28日），字木轩，号小静，自署小静齋主人。安徽涡阳人，中華民國书画家、法学家，中国民主促进会发起人之一。

## 生平與政治經歷
1893年马寿华生于安徽省涡阳县。1898年入私塾。1906年，和堂兄马寿南到北京求学，考入后孙公园北京安徽会馆的皖省中学堂。宣統三年（1911年），自河南法政学堂毕业。1915年，任河南高等检察厅检察官。1921年，任河南第一高等检察分厅监督检察官。1922年，任山西第一高等审判分厅监督推事（即分厅主持人），后来调任漢口地方檢查廳廳長。1926年冬，国民革命军北伐攻占武昌、汉口，马寿华离职。
1927年，马寿华任南京国民政府司法行政部總務司司长（魏道明任部长）。1930年，魏道明调任南京特别市市长，马寿华任南京特别市政府秘书长。1932年起，马寿华在上海当执业律师，期間和许秋帆、夏敬观、李石曾等多位擅長書畫詩詞的文士多有往來。1943年，日军占领上海全部，马寿华乃闭门不出，仅和上海的书画家及老友，如夏敬观、冯超然、沈淇泉、黄宾虹等人来往，专研书画。1945年12月30日，马寿华参与发起的中国民主促进会在上海爱麦虞限路中国科学社正式宣告成立。 从此，中国民主促进会出现在中国政治舞台上，并发挥重要作用。出席民进成立大会的有26人，他们是马叙伦、王绍鏊、周建人、林汉达、徐伯昕、雷洁琼、赵朴初、柯灵、陈巳生、谢仁冰、李平心、张纪元、严景耀、梅达君、陈慧、宓逸群、徐相任、徐彻、曹梁厦、冯少山、刘大杰、万景光、胡国城、章蟾华、李玄伯、马木轩（马寿华）。

## 來臺之後
马寿华在1947年来到臺湾。同年，魏道明出任台湾省政府主席，任命马寿华为台湾省政府委员。1948年，陈诚继任台湾省政府主席，马寿华留任台湾省政府委员，並曾代理台湾省政府財政廳廳長（財政廳廳長嚴家淦曾到中央政府辦美援的期间由马寿华代理）。此后，陈诚催马寿华接任台湾土地银行董事长，马寿华乃就任。1951年，马寿华任司法院秘书长。1952年到1965年任行政法院院长。1965年，出任公務員懲戒委員會委员长。
1973年，響應政府提出的年老公務員依例自退政策，馬壽華自動請辭公務員懲戒委員會委員長職務。1973年7月19日奉准辭職，並申請退休。1977年12月27日，馬壽華前往國立歷史博物館參觀高逸鴻的書畫展，晚間前往實踐堂觀賞崑曲。1977年12月28日，馬壽華在台北因心臟病突發逝世，享年85歲。1978年1月30日上午8時在臺北市第一殯儀館景行廳舉行公祭，式後發引安葬於陽明山公墓。

## 藝術生涯
馬壽華生於書香世家，自幼受傳統文化薰陶，喜愛書畫和京劇，擅長山水、花鳥、書法及用手指做畫，尤精墨竹，有多幅作品收藏於故宮博物院和國立歷史博物館。出任官職時，馬壽華仍不斷創作，並親自參與和推動美術活動。馬壽華於1947年來臺，自隔年（1948年）開始到1965年間多次參與臺灣全省的美術展覽，同時擔任該展覽國畫組的審查委員。1950年曾在台北市中山堂舉辦個人畫展。
1954年初，美國史都邦水晶公司選用馬壽華的墨竹《一枝獨秀》，刻在瓶狀水晶上，在華盛頓國家美術館展出時，受到美國前總統艾森豪稱讚。美國政府將該水晶藝術品贈送中華民國政府，收藏在國立歷史博物館。同年7月2日馬壽華在美國芝加哥美術館舉辦個人書畫展。 
1955年，馬壽華與陳方、陶芸樓、鄭曼青、劉延濤、高逸鴻、張穀年六位畫家籌組「七友畫會」，於1958年舉辦第一屆畫展。這七位都在1940年代後陸續來臺，可說是當時中國傳統文人畫名人的聚集，有幾位還是蔣宋美齡、蔣經國等人的書畫老師，馬壽華也是張大千的妻子徐雯波的老師。1957年曾參加日本每日新聞舉辦的世界業餘畫家展覽，同年獲聘為教育部美育委員會委員及當選聯合國教育科學文化組織中國委員會第二屆委員。
1959年應國立歷史博物館之邀，參加巴西聖保羅現代藝術館舉辦的第五屆國際藝術展覽，並擔任該屆展覽作品的評選委員。1964年獲聘為國立故宮中央博物院共同理事會理事。1965年獲聘為國立故宮博物院管理委員會委員。1966年獲聘為中華學術院書學研究所理事長，並於次年應邀參加中日名流書法展覽。1970年當選為中國美術協會理事長，連任到1977年。